# Major League Soccer 2010
Navigation
Édition précédente Édition suivante
La Major league Soccer 2010 est la 15e saison de la Major League Soccer, le championnat professionnel de football (soccer) d'Amérique du Nord. L'Union de Philadelphie devient la 16e franchise à participer à la MLS et rejoint la Conférence Est.
La saison régulière débute le 25 mars et se termine le 24 octobre. Les play-offs ont lieu du 28 octobre au 21 novembre 2010.
Quatre places qualificatives pour la Ligue des champions de la CONCACAF 2011-2012 sont attribuées au vainqueur du Supporters' Shield, aux finalistes du championnat et au vainqueur de la Coupe des États-Unis de soccer.
Les Rapids du Colorado enlèvent leur premier titre en disposant 2-1 a.p. du FC Dallas au BMO Field de Toronto, pour la première finale de l'histoire disputée hors des États-Unis.

## Les 16 franchises participantes

### Carte
| Fire de Chicago Chivas USA Rapids du · Colorado Crew de · Columbus D.C. United FC Dallas Wizards de · Kansas City Dynamo de Houston Galaxy de Los Angeles Revolution de la · Nouvelle-Angleterre Red Bulls de New York Earthquakes · de San José Real Salt Lake Toronto FC Sounders FC · de Seattle Union de Philadelphie |

| Association de l'Ouest - Chivas USA - Rapids du Colorado - FC Dallas - Dynamo de Houston - Galaxy de Los Angeles - Real Salt Lake - Earthquakes de San José - Sounders FC de Seattle | Association de l'Est - Fire de Chicago - Crew de Columbus - D.C. United - Wizards de Kansas City - Revolution de la Nouvelle-Angleterre - Red Bulls de New York - Toronto FC - Union de Philadelphie (N) |

### Stades
| Fire de Chicago       | Chivas USA                           | Rapids du Colorado         | Crew de Columbus      |
| --------------------- | ------------------------------------ | -------------------------- | --------------------- |
| Toyota Park           | The Home Depot Center                | Dick's Sporting Goods Park | Columbus Crew Stadium |
| Capacité : 20 000     | Capacité : 27 000                    | Capacité : 19 680          | Capacité : 20 455     |
|                       |                                      |                            |                       |
| D.C. United           | FC Dallas                            | Wizards de Kansas City     | Dynamo de Houston     |
| RFK Memorial Stadium  | Pizza Hut Park                       | CommunityAmerica Ballpark  | Robertson Stadium     |
| Capacité : 45 596     | Capacité : 21 193                    | Capacité : 10 385          | Capacité : 32 350     |
|                       |                                      |                            |                       |
| Galaxy de Los Angeles | Revolution de la Nouvelle-Angleterre | Union de Philadelphie      | Red Bulls de New York |
| The Home Depot Center | Gillette Stadium                     | PPL Park                   | Red Bull Arena        |
| Capacité : 27 000     | Capacité : 68 756                    | Capacité : 18 500          | Capacité : 25 189     |
|                       |                                      |                            |                       |
| Real Salt Lake        | Earthquakes de San José              | Sounders FC de Seattle     | Toronto FC            |
| Rio Tinto Stadium     | Buck Shaw Stadium                    | Qwest Field                | BMO Field             |
| Capacité : 20 008     | Capacité : 10 300                    | Capacité : 35 700          | Capacité : 21 800     |
|                       |                                      |                            |                       |

### Entraîneurs et capitaines
Durant l'intersaison, Denis Hamlett n'est pas prolongé au Fire de Chicago. Il est remplacé par Carlos de los Cobos. Preki part des Chivas USA par consentement mutuel. Martín Vásquez le remplace. Preki arrive au Toronto FC que Chris Cummins quitte. Tom Soehn part du D.C. United et est remplacé par Curt Onalfo. Hans Backe devient entraîneur des Red Bulls de New York à la place de l'intérimaire Richie Williams.
| Équipe                               | Entraîneur                                 | Capitaine             |
| ------------------------------------ | ------------------------------------------ | --------------------- |
| Fire de Chicago                      | Carlos de los Cobos                        | Brian McBride         |
| Chivas USA                           | Martín Vásquez                             | Jonathan Bornstein    |
| Rapids du Colorado                   | Gary Smith                                 | Pablo Mastroeni       |
| Crew de Columbus                     | Robert Warzycha                            | Frankie Hejduk        |
| D.C. United                          | Curt Onalfo (04/08/10) Ben Olsen (intérim) | Jaime Moreno          |
| FC Dallas                            | Schellas Hyndman                           | Daniel Hernández (en) |
| Wizards de Kansas City               | Peter Vermes                               | Davy Arnaud           |
| Dynamo de Houston                    | Dominic Kinnear                            | Brian Ching           |
| Galaxy de Los Angeles                | Bruce Arena                                | Landon Donovan        |
| Revolution de la Nouvelle-Angleterre | Steve Nicol                                | Shalrie Joseph        |
| Union de Philadelphie                | Piotr Nowak                                | Danny Califf          |
| Red Bulls de New York                | Hans Backe                                 | Juan Pablo Ángel      |
| Real Salt Lake                       | Jason Kreis                                | Kyle Beckerman        |
| Earthquakes de San José              | Frank Yallop                               | Ramiro Corrales       |
| Sounders FC de Seattle               | Sigi Schmid                                | Kasey Keller          |
| Toronto FC                           | Preki (14/09/10) Nick Dasovic (intérim)    | Dwayne De Rosario     |

## Format de la compétition
- Les 16 équipes sont réparties en 2 conférences : Conférence Ouest (8 équipes) et la Conférence Est (8 équipes).
- Toutes les équipes se rencontrent deux fois.
- La victoire vaut 3 points, le match nul rapporte 1 point et la défaite ne rapporte aucun point.
- Les 2 meilleures équipes de chaque conférence sont qualifiés pour les 1/2 finales de conférence. Elles sont accompagnées par les 4 meilleures équipes restantes toutes conférences confondues. Ainsi, une équipe peut se retrouver dans la conférence opposée à celle où elle participe comme le Real Salt Lake en 2009.
- En cas d'égalité, les critères suivants départagent les équipes :

1. Points pris dans les confrontations directes
2. Différence de buts générale
3. Nombre de buts marqués
4. Ces 3 premiers critères seulement appliqués aux matchs à l'extérieur
5. Ces 3 premiers critères seulement appliqués aux matchs à domicile
6. Meilleur classement du fair-play
7. Tirage à la pièce[14]

## Saison régulière

### Classements des conférences Ouest et Est
| Rang | Équipe                   | Pts | J  | G  | N  | P  | Bp | Bc | Diff |
| ---- | ------------------------ | --- | -- | -- | -- | -- | -- | -- | ---- |
| 1    | Galaxy de Los Angeles    | 59  | 30 | 18 | 5  | 7  | 44 | 26 | +18  |
| 2    | Real Salt Lake T         | 56  | 30 | 15 | 11 | 4  | 45 | 20 | +25  |
| 3    | FC Dallas                | 50  | 30 | 12 | 14 | 4  | 42 | 28 | +14  |
| 4    | Sounders FC de Seattle C | 48  | 30 | 14 | 6  | 10 | 39 | 35 | +4   |
| 5    | Rapids du Colorado       | 46  | 30 | 12 | 10 | 8  | 44 | 32 | +12  |
| 6    | Earthquakes de San José  | 46  | 30 | 13 | 7  | 10 | 34 | 33 | +1   |
| 7    | Dynamo de Houston        | 33  | 30 | 9  | 6  | 15 | 40 | 49 | -9   |
| 8    | Chivas USA               | 28  | 30 | 8  | 4  | 18 | 31 | 45 | -14  |

| Rang | Équipe                               | Pts | J  | G  | N | P  | Bp | Bc | Diff |
| ---- | ------------------------------------ | --- | -- | -- | - | -- | -- | -- | ---- |
| 1    | Red Bulls de New York                | 51  | 30 | 15 | 6 | 9  | 38 | 29 | +9   |
| 2    | Crew de Columbus                     | 50  | 30 | 14 | 8 | 8  | 40 | 34 | +6   |
| 3    | Wizards de Kansas City               | 39  | 30 | 11 | 6 | 13 | 36 | 35 | +1   |
| 4    | Fire de Chicago                      | 36  | 30 | 9  | 9 | 12 | 37 | 38 | -1   |
| 5    | Toronto FC                           | 35  | 30 | 9  | 8 | 13 | 33 | 41 | -8   |
| 6    | Revolution de la Nouvelle-Angleterre | 32  | 30 | 9  | 5 | 16 | 32 | 50 | -18  |
| 7    | Union de Philadelphie                | 31  | 30 | 8  | 7 | 15 | 35 | 49 | -14  |
| 8    | D.C. United                          | 22  | 30 | 6  | 4 | 20 | 21 | 47 | -26  |

- MLS Supporters' Shield et qualification automatique pour les séries éliminatoires
- Franchise directement qualifiée pour les séries éliminatoires
- Qualification pour les séries éliminatoires

T : Tenant du titre

C : Vainqueur de la Coupe des États-Unis de soccer

### Classement général
Le Toronto FC étant une franchise canadienne, elle ne dispute pas la Coupe des États-Unis de soccer et ne peut se qualifier pour la Ligue des champions de la CONCACAF qu'à travers le Championnat canadien.
| Rang | Équipe                               | Pts | J  | G  | N  | P  | Bp | Bc | Diff |
| ---- | ------------------------------------ | --- | -- | -- | -- | -- | -- | -- | ---- |
| 1    | Galaxy de Los Angeles                | 59  | 30 | 18 | 5  | 7  | 44 | 26 | +18  |
| 2    | Real Salt Lake T                     | 56  | 30 | 15 | 11 | 4  | 45 | 20 | +25  |
| 3    | Red Bulls de New York                | 51  | 30 | 15 | 6  | 9  | 38 | 29 | +9   |
| 4    | FC Dallas                            | 50  | 30 | 12 | 14 | 4  | 42 | 28 | +14  |
| 5    | Crew de Columbus                     | 50  | 30 | 14 | 8  | 8  | 40 | 34 | +6   |
| 6    | Sounders FC de Seattle C             | 48  | 30 | 14 | 6  | 10 | 39 | 35 | +4   |
| 7    | Rapids du Colorado                   | 46  | 30 | 12 | 10 | 8  | 44 | 32 | +12  |
| 8    | Earthquakes de San José              | 46  | 30 | 13 | 7  | 10 | 34 | 33 | +1   |
| 9    | Wizards de Kansas City               | 39  | 30 | 11 | 6  | 13 | 36 | 35 | +1   |
| 10   | Fire de Chicago                      | 36  | 30 | 9  | 9  | 12 | 37 | 38 | -1   |
| 11   | Toronto FC                           | 35  | 30 | 9  | 8  | 13 | 33 | 41 | -8   |
| 12   | Dynamo de Houston                    | 33  | 30 | 9  | 6  | 15 | 40 | 49 | -9   |
| 13   | Revolution de la Nouvelle-Angleterre | 32  | 30 | 9  | 5  | 16 | 32 | 50 | -18  |
| 14   | Union de Philadelphie                | 31  | 30 | 8  | 7  | 15 | 35 | 49 | -14  |
| 15   | Chivas USA                           | 28  | 30 | 8  | 4  | 18 | 31 | 45 | -14  |
| 16   | D.C. United                          | 22  | 30 | 6  | 4  | 20 | 21 | 47 | -26  |

- MLS Supporters' Shield, qualification pour les séries éliminatoires, pour la Ligue des champions de la CONCACAF 2011-2012 et le troisième tour de la Coupe des États-Unis de soccer 2011
- Qualifications pour les séries éliminatoires et le troisième tour de la Coupe des États-Unis de soccer 2011
- Qualification pour les séries éliminatoires et pour le troisième tour de la Coupe des États-Unis de soccer 2011
- Qualification pour les séries éliminatoires et pour les demi-finales du tour préliminaire de la Coupe des États-Unis de soccer 2011
- Franchise non qualifiée pour les séries éliminatoires et qualification pour les demi-finales du tour préliminaire de la Coupe des États-Unis de soccer 2011
- Franchise non qualifiée pour les séries éliminatoires
- Franchise non qualifiée pour les séries éliminatoires et qualification pour le barrage du tour préliminaire de la Coupe des États-Unis de soccer 2011

T : Tenant du titre

C : Vainqueur de la Coupe des États-Unis de soccer 2010 et qualification pour la Ligue des champions de la CONCACAF 2011-2012

### Resultats
Source : mlssoccer.com

#### Par club
| Club                                 | Match | Match | Match | Match | Match | Match | Match | Match | Match | Match | Match | Match | Match | Match | Match | Match | Match | Match | Match | Match | Match | Match | Match | Match | Match | Match | Match | Match | Match | Match |
| Club                                 | 1     | 2     | 3     | 4     | 5     | 6     | 7     | 8     | 9     | 10    | 11    | 12    | 13    | 14    | 15    | 16    | 17    | 18    | 19    | 20    | 21    | 22    | 23    | 24    | 25    | 26    | 27    | 28    | 29    | 30    |
| ------------------------------------ | ----- | ----- | ----- | ----- | ----- | ----- | ----- | ----- | ----- | ----- | ----- | ----- | ----- | ----- | ----- | ----- | ----- | ----- | ----- | ----- | ----- | ----- | ----- | ----- | ----- | ----- | ----- | ----- | ----- | ----- |
| Fire de Chicago                      | NY    | COL   | SJ    | DC    | HOU   | CHV   | TOR   | KC    | DAL   | PHI   | COL   | N-A   | CLB   | RSL   | LA    | NY    | N-A   | HOU   | SEA   | LA    | TOR   | PHI   | RSL   | SEA   | SJ    | DAL   | CLB   | KC    | DC    | CHV   |
| Fire de Chicago                      | 0-1   | 2-2   | 1-2   | 2-0   | 2-0   | 1-1   | 1-4   | 2-2   | 1-1   | 2-1   | 2-2   | 1-0   | 1-2   | 0-1   | 3-2   | 0-0   | 2-1   | 3-4   | 1-2   | 1-1   | 0-0   | 0-1   | 0-1   | 0-1   | 3-0   | 0-3   | 2-0   | 0-2   | 0-0   | 4-1   |
| C.D. Chivas USA                      | COL   | LA    | NY    | HOU   | SJ    | CHI   | N-A   | HOU   | CLB   | RSL   | DC    | NY    | DAL   | PHI   | KC    | RSL   | CLB   | TOR   | SEA   | DAL   | DC    | COL   | N-A   | KC    | PHI   | LA    | TOR   | SEA   | SJ    | CHI   |
| C.D. Chivas USA                      | 0-1   | 0-2   | 2-0   | 0-3   | 3-2   | 1-1   | 4-0   | 0-2   | 0-1   | 1-2   | 2-3   | 0-1   | 1-2   | 1-1   | 2-0   | 1-1   | 3-1   | 1-2   | 0-0   | 0-1   | 1-0   | 0-3   | 2-0   | 0-2   | 0-3   | 1-2   | 3-0   | 1-2   | 0-3   | 1-4   |
| Rapids du Colorado                   | CHV   | CHI   | KC    | TOR   | N-A   | SJ    | LA    | DC    | SEA   | CLB   | CHI   | HOU   | NY    | TOR   | KC    | SEA   | DAL   | SJ    | PHI   | CLB   | HOU   | CHV   | NY    | N-A   | RSL   | PHI   | DC    | DAL   | LA    | RSL   |
| Rapids du Colorado                   | 1-0   | 2-2   | 0-1   | 3-1   | 2-1   | 0-1   | 0-1   | 1-0   | 1-0   | 1-0   | 2-2   | 2-2   | 1-1   | 0-1   | 1-1   | 1-2   | 1-1   | 1-0   | 1-1   | 1-3   | 3-0   | 3-0   | 1-3   | 3-0   | 1-1   | 4-1   | 0-1   | 2-2   | 3-1   | 2-2   |
| Crew de Columbus                     | TOR   | DAL   | RSL   | SEA   | N-A   | CHV   | NY    | KC    | LA    | SJ    | COL   | DC    | CHI   | HOU   | KC    | NY    | HOU   | CHV   | PHI   | RSL   | COL   | DAL   | DC    | LA    | SEA   | N-A   | SJ    | CHI   | TOR   | PHI   |
| Crew de Columbus                     | 2-0   | 2-2   | 1-0   | 1-1   | 3-2   | 1-0   | 3-1   | 1-0   | 0-2   | 2-2   | 0-1   | 2-0   | 2-1   | 0-0   | 0-1   | 2-0   | 3-0   | 1-3   | 2-1   | 0-2   | 3-1   | 0-0   | 1-0   | 1-3   | 0-4   | 2-2   | 0-0   | 0-2   | 2-2   | 3-1   |
| D.C. United                          | KC    | N-A   | PHI   | CHI   | NY    | KC    | DAL   | COL   | HOU   | CHV   | RSL   | SEA   | CLB   | SJ    | NY    | SEA   | LA    | RSL   | N-A   | DAL   | PHI   | CHV   | CLB   | TOR   | LA    | HOU   | COL   | SJ    | CHI   | TOR   |
| D.C. United                          | 0-4   | 0-2   | 2-3   | 0-2   | 0-2   | 2-1   | 0-1   | 0-1   | 0-2   | 3-2   | 0-0   | 3-2   | 0-2   | 1-1   | 0-0   | 0-1   | 1-2   | 0-3   | 0-1   | 1-3   | 2-0   | 0-1   | 0-1   | 1-0   | 1-2   | 1-3   | 1-0   | 0-2   | 0-0   | 2-3   |
| FC Dallas                            | HOU   | CLB   | NY    | SEA   | N-A   | HOU   | DC    | PHI   | LA    | CHI   | SJ    | CHV   | KC    | SEA   | RSL   | TOR   | COL   | PHI   | DC    | CHV   | CLB   | TOR   | SJ    | NY    | N-A   | KC    | CHI   | COL   | RSL   | LA    |
| FC Dallas                            | 1-1   | 2-2   | 1-2   | 2-2   | 1-1   | 1-0   | 1-0   | 1-1   | 0-1   | 1-1   | 2-0   | 2-1   | 1-0   | 1-1   | 2-0   | 1-1   | 1-1   | 3-1   | 3-1   | 1-0   | 0-0   | 1-0   | 0-0   | 2-2   | 2-2   | 3-1   | 3-0   | 2-2   | 0-2   | 1-2   |
| Dynamo de Houston                    | DAL   | RSL   | LA    | CHV   | CHI   | KC    | DAL   | CHV   | RSL   | DC    | PHI   | NY    | LA    | COL   | TOR   | CLB   | CLB   | NY    | SEA   | N-A   | CHI   | COL   | SJ    | KC    | TOR   | DC    | PHI   | N-A   | SJ    | SEA   |
| Dynamo de Houston                    | 1-1   | 2-1   | 0-2   | 3-0   | 0-2   | 3-0   | 0-1   | 2-0   | 1-3   | 2-0   | 2-3   | 1-2   | 1-4   | 2-2   | 1-1   | 0-0   | 0-3   | 2-2   | 0-2   | 0-1   | 4-3   | 0-3   | 1-2   | 1-2   | 3-4   | 3-1   | 1-1   | 1-2   | 1-0   | 2-1   |
| Wizards de Kansas City               | DC    | COL   | SEA   | LA    | HOU   | DC    | CHI   | CLB   | RSL   | TOR   | PHI   | NY    | DAL   | CHV   | CLB   | COL   | TOR   | RSL   | SJ    | N-A   | LA    | PHI   | HOU   | CHV   | DAL   | NY    | SEA   | CHI   | N-A   | SJ    |
| Wizards de Kansas City               | 4-0   | 1-0   | 0-1   | 0-0   | 0-3   | 1-2   | 2-2   | 0-1   | 1-4   | 0-0   | 2-0   | 0-3   | 0-1   | 0-2   | 1-0   | 1-1   | 1-0   | 1-1   | 0-1   | 4-1   | 2-0   | 1-1   | 2-0   | 4-3   | 1-3   | 0-1   | 1-2   | 2-0   | 0-1   | 4-1   |
| Galaxy de Los Angeles                | N-A   | CHV   | HOU   | RSL   | KC    | PHI   | COL   | SEA   | TOR   | FCD   | CLB   | HOU   | RSL   | TOR   | SEA   | N-A   | DC    | SJ    | CHI   | NY    | SJ    | KC    | CHI   | CLB   | DC    | NY    | CHV   | PHI   | COL   | DAL   |
| Galaxy de Los Angeles                | 1-0   | 2-0   | 2-0   | 2-1   | 0-0   | 3-1   | 1-0   | 4-0   | 0-0   | 1-0   | 2-0   | 4-1   | 0-1   | 0-0   | 3-1   | 0-2   | 2-1   | 2-2   | 2-3   | 1-0   | 0-1   | 0-2   | 1-1   | 3-1   | 2-1   | 0-2   | 2-1   | 1-0   | 1-3   | 2-1   |
| Revolution de la Nouvelle-Angleterre | LA    | DC    | TOR   | SJ    | COL   | DAL   | CHV   | CLB   | SJ    | TOR   | NY    | SEA   | CHI   | RSL   | LA    | PHI   | DC    | HOU   | CHI   | KC    | PHI   | SEA   | CHV   | COL   | DAL   | CLB   | RSL   | HOU   | KC    | NY    |
| Revolution de la Nouvelle-Angleterre | 0-1   | 2-0   | 4-1   | 0-2   | 1-2   | 1-1   | 0-4   | 2-3   | 0-0   | 0-1   | 3-2   | 0-3   | 0-1   | 0-5   | 2-0   | 1-1   | 1-0   | 1-0   | 1-2   | 1-4   | 1-2   | 3-1   | 0-2   | 0-3   | 2-2   | 2-2   | 1-2   | 2-1   | 1-0   | 0-2   |
| Red Bulls de New York                | CHI   | SEA   | CHV   | DAL   | PHI   | DC    | SJ    | SEA   | CLB   | N-A   | HOU   | CHV   | KC    | COL   | DC    | CLB   | HOU   | CHI   | TOR   | LA    | TOR   | SJ    | RSL   | COL   | DAL   | LA    | KC    | RSL   | PHI   | N-A   |
| Red Bulls de New York                | 1-0   | 1-0   | 0-2   | 2-1   | 2-1   | 2-0   | 0-4   | 0-1   | 1-3   | 2-3   | 2-1   | 1-0   | 3-0   | 1-1   | 0-0   | 0-2   | 2-2   | 0-0   | 1-0   | 0-1   | 4-1   | 2-0   | 0-1   | 3-1   | 2-2   | 2-0   | 1-0   | 0-0   | 1-2   | 2-0   |
| Union de Philadelphie                | SEA   | DC    | TOR   | NY    | LA    | RSL   | DAL   | HOU   | CHI   | KC    | SEA   | CHV   | SJ    | TOR   | N-A   | CLB   | DAL   | RSL   | COL   | DCU   | N-A   | KC    | CHI   | SJ    | CHV   | COL   | HOU   | LA    | NY    | CLB   |
| Union de Philadelphie                | 0-2   | 3-2   | 1-2   | 1-2   | 1-3   | 0-3   | 1-1   | 3-2   | 1-2   | 0-2   | 3-1   | 1-1   | 1-2   | 2-1   | 1-1   | 1-2   | 1-3   | 1-1   | 1-1   | 0-2   | 2-1   | 1-1   | 1-0   | 0-1   | 3-0   | 1-4   | 1-1   | 0-1   | 2-1   | 1-3   |
| Real Salt Lake                       | SJ    | HOU   | SEA   | LA    | CLB   | TOR   | PHI   | HOU   | CHV   | KC    | DC    | LA    | SJ    | N-A   | CHI   | FCD   | CHV   | DC    | KC    | PHI   | CLB   | TOR   | NY    | SEA   | CHI   | COL   | N-A   | NY    | DAL   | COL   |
| Real Salt Lake                       | 3-0   | 1-2   | 2-2   | 1-2   | 0-1   | 2-1   | 3-0   | 3-1   | 2-1   | 4-1   | 0-0   | 1-0   | 0-0   | 5-0   | 1-0   | 0-2   | 1-1   | 3-0   | 1-1   | 1-1   | 2-0   | 0-0   | 1-0   | 0-0   | 1-0   | 1-1   | 2-1   | 0-0   | 2-0   | 2-2   |
| Earthquakes de San José              | RSL   | CHI   | N-A   | CHV   | COL   | NY    | N-A   | SEA   | TOR   | CLB   | DAL   | RSL   | DC    | PHI   | LA    | SEA   | COL   | KC    | LA    | NY    | HOU   | DAL   | PHI   | TOR   | CHI   | CLB   | DC    | HOU   | CHV   | KC    |
| Earthquakes de San José              | 0-3   | 2-1   | 2-0   | 2-3   | 1-0   | 4-0   | 0-0   | 1-0   | 1-3   | 2-2   | 0-2   | 0-0   | 1-1   | 2-1   | 2-2   | 0-1   | 0-1   | 1-0   | 1-0   | 0-2   | 2-1   | 0-0   | 1-0   | 3-2   | 0-3   | 0-0   | 2-0   | 0-1   | 3-0   | 1-4   |
| Sounders FC de Seattle               | PHI   | NY    | RSL   | KC    | DAL   | TOR   | CLB   | LA    | NY    | SJ    | COL   | N-A   | DC    | PHI   | LA    | DAL   | DC    | COL   | SJ    | HOU   | CHV   | CHI   | N-A   | RSL   | CLB   | CHI   | TOR   | KC    | CHV   | HOU   |
| Sounders FC de Seattle               | 2-0   | 0-1   | 2-2   | 1-0   | 2-2   | 0-2   | 1-1   | 0-4   | 1-0   | 0-1   | 0-1   | 3-0   | 2-3   | 1-3   | 1-3   | 1-1   | 1-0   | 2-1   | 1-0   | 2-0   | 0-0   | 1-2   | 1-3   | 0-0   | 4-0   | 1-0   | 3-2   | 2-1   | 2-1   | 1-2   |
| Toronto FC                           | CLB   | N-A   | PHI   | COL   | SEA   | RSL   | CHI   | LA    | N-A   | SJ    | KC    | LA    | HOU   | COL   | PHI   | DAL   | KC    | CHV   | NY    | NY    | RSL   | DAL   | CHI   | DC    | HOU   | SJ    | SEA   | CHV   | CLB   | DC    |
| Toronto FC                           | 0-2   | 1-4   | 2-1   | 1-3   | 2-0   | 1-2   | 4-1   | 0-0   | 1-0   | 3-1   | 0-0   | 0-0   | 1-1   | 1-0   | 1-2   | 1-1   | 0-1   | 2-1   | 0-1   | 1-4   | 0-0   | 0-1   | 0-0   | 0-1   | 2-1   | 2-3   | 2-3   | 0-3   | 2-2   | 3-2   |

#### Tableau général
| Résultats (▼dom., ►ext.)                                   | CHIC | CHIV | COLO | COLU | DCU | FCD | HOU | KAN | LA  | N.-A. | NY  | PHI | RSL | SJ  | SEA | TOR |
| Fire de Chicago                                            |      | 1-1  | 2-2  | 0-2  | 0-0 | 1-1 | 2-0 | 0-2 | 1-1 | 2-1   | 0-0 | 2-1 | 0-1 | 1-2 | 0-1 | 0-0 |
| C.D. Chivas USA                                            | 1-4  |      | 0-1  | 3-1  | 1-0 | 1-2 | 0-2 | 0-2 | 1-2 | 2-0   | 2-0 | 1-1 | 1-2 | 3-2 | 0-0 | 3-0 |
| Rapids du Colorado                                         | 2-2  | 3-0  |      | 1-0  | 0-1 | 1-1 | 3-0 | 1-1 | 0-1 | 3-0   | 1-1 | 4-1 | 2-2 | 1-0 | 1-0 | 3-1 |
| Crew de Columbus                                           | 2-1  | 1-0  | 3-1  |      | 2-0 | 0-0 | 3-0 | 0-1 | 0-2 | 3-2   | 2-0 | 3-1 | 1-0 | 0-0 | 0-4 | 2-0 |
| D.C. United                                                | 0-2  | 3-2  | 0-1  | 0-1  |     | 1-3 | 1-3 | 2-1 | 1-2 | 0-2   | 0-2 | 2-0 | 0-0 | 0-2 | 0-1 | 2-3 |
| FC Dallas                                                  | 3-0  | 1-0  | 2-2  | 2-2  | 1-0 |     | 1-1 | 1-0 | 0-1 | 2-2   | 2-2 | 3-1 | 2-0 | 2-0 | 2-2 | 1-0 |
| Dynamo de Houston                                          | 4-3  | 3-0  | 2-2  | 0-0  | 2-0 | 0-1 |     | 3-0 | 0-2 | 1-2   | 2-2 | 2-3 | 2-1 | 1-2 | 2-1 | 1-2 |
| Wizards de Kansas City                                     | 2-2  | 0-2  | 1-0  | 0-1  | 4-0 | 1-3 | 4-3 |     | 0-0 | 4-1   | 0-3 | 2-0 | 1-1 | 4-1 | 1-2 | 1-0 |
| Galaxy de Los Angeles                                      | 2-3  | 2-0  | 1-3  | 3-1  | 2-1 | 2-1 | 4-1 | 0-2 |     | 1-0   | 0-2 | 3-1 | 2-1 | 2-2 | 3-1 | 0-0 |
| Revolution de la Nouvelle-Angleterre                       | 0-1  | 0-4  | 1-2  | 2-2  | 1-0 | 1-1 | 1-0 | 1-0 | 2-0 |       | 3-2 | 1-2 | 1-2 | 0-0 | 3-1 | 4-1 |
| Red Bulls de New York                                      | 1-0  | 1-0  | 3-1  | 1-3  | 0-0 | 2-1 | 2-1 | 1-0 | 0-1 | 2-0   |     | 2-1 | 0-0 | 2-0 | 0-1 | 1-0 |
| Union de Philadelphie                                      | 1-0  | 3-0  | 1-1  | 1-2  | 3-2 | 1-1 | 1-1 | 1-1 | 0-1 | 1-1   | 2-1 |     | 1-1 | 1-2 | 3-1 | 2-1 |
| Real Salt Lake                                             | 1-0  | 1-1  | 1-1  | 2-0  | 3-0 | 2-0 | 3-1 | 4-1 | 1-0 | 5-0   | 1-0 | 3-0 |     | 0-0 | 2-2 | 2-1 |
| Earthquakes de San José                                    | 0-3  | 3-0  | 1-0  | 2-2  | 1-1 | 0-0 | 0-1 | 1-0 | 1-0 | 2-0   | 4-0 | 1-0 | 0-3 |     | 0-1 | 1-3 |
| Sounders FC de Seattle                                     | 2-1  | 2-1  | 2-1  | 1-1  | 2-3 | 1-1 | 2-0 | 1-0 | 0-4 | 3-0   | 0-1 | 2-0 | 0-0 | 0-1 |     | 3-2 |
| Toronto FC                                                 | 4-1  | 2-1  | 1-0  | 2-2  | 0-1 | 1-1 | 1-1 | 0-0 | 0-0 | 1-0   | 1-4 | 2-1 | 0-0 | 2-3 | 2-0 |     |
| - Victoire à domicile - Match nul - Victoire à l'extérieur |      |      |      |      |     |     |     |     |     |       |     |     |     |     |     |     |

## Playoffs

### Règlement
Il y a 6 équipes qualifiées dans la conférence Ouest contre seulement 2 dans la conférence Est.
Ainsi, l'équipe qui finira 5e à l'Ouest sera E3 et l'équipe qui finira 6e sera E4 dans ces play-offs.
Les demi-finales de conférence, se déroulent par match aller-retour, avec match retour chez l'équipe la mieux classée.
En cas d'égalité de buts, une prolongation de deux périodes de 15 minutes a alors lieu.
S'il y a toujours égalité, une séance de tirs au but les départagera.
Les finales de conférence ont lieu sur les terrains des équipes les mieux classées.
La finale de la MLS a lieu au BMO Field de Toronto.
Ces 2 tours se déroulent en un seul match, avec prolongations et tirs au but pour départager si nécessaire les équipes.
Les finalistes du championnat se qualifient pour la Ligue des champions de la CONCACAF 2011-2012.

### Tableau
|  | Demi-finales de Conférence | Demi-finales de Conférence | Demi-finales de Conférence             | Demi-finales de Conférence |                            |                            | Finales de Conférence                                  | Finales de Conférence                                  | Finales de Conférence                                  | Finales de Conférence                                  |  |  | MLS Cup 2010                    | MLS Cup 2010                    | MLS Cup 2010                    | MLS Cup 2010                    |
|  |                            |                            |                                        |                            |                            |                            |                                                        |                                                        |                                                        |                                                        |  |  |                                 |                                 |                                 |                                 |
|  | 30 octobre et 4 novembre   | 30 octobre et 4 novembre   | 30 octobre et 4 novembre               | 30 octobre et 4 novembre   |                            |                            | 13 novembre, Dick's Sporting Goods Park, Commerce City | 13 novembre, Dick's Sporting Goods Park, Commerce City | 13 novembre, Dick's Sporting Goods Park, Commerce City | 13 novembre, Dick's Sporting Goods Park, Commerce City |  |  | 21 novembre, BMO Field, Toronto | 21 novembre, BMO Field, Toronto | 21 novembre, BMO Field, Toronto | 21 novembre, BMO Field, Toronto |
|  | 30 octobre et 4 novembre   | 30 octobre et 4 novembre   | 30 octobre et 4 novembre               | 30 octobre et 4 novembre   |                            |                            | 13 novembre, Dick's Sporting Goods Park, Commerce City | 13 novembre, Dick's Sporting Goods Park, Commerce City | 13 novembre, Dick's Sporting Goods Park, Commerce City | 13 novembre, Dick's Sporting Goods Park, Commerce City |  |  | 21 novembre, BMO Field, Toronto | 21 novembre, BMO Field, Toronto | 21 novembre, BMO Field, Toronto | 21 novembre, BMO Field, Toronto |
|  | E1 Red Bulls de New York   | E1 Red Bulls de New York   | 1                                      | 1                          |                            |                            | 13 novembre, Dick's Sporting Goods Park, Commerce City | 13 novembre, Dick's Sporting Goods Park, Commerce City | 13 novembre, Dick's Sporting Goods Park, Commerce City | 13 novembre, Dick's Sporting Goods Park, Commerce City |  |  | 21 novembre, BMO Field, Toronto | 21 novembre, BMO Field, Toronto | 21 novembre, BMO Field, Toronto | 21 novembre, BMO Field, Toronto |
|  | E1 Red Bulls de New York   | E1 Red Bulls de New York   | 1                                      | 1                          |                            |                            | 13 novembre, Dick's Sporting Goods Park, Commerce City | 13 novembre, Dick's Sporting Goods Park, Commerce City | 13 novembre, Dick's Sporting Goods Park, Commerce City | 13 novembre, Dick's Sporting Goods Park, Commerce City |  |  | 21 novembre, BMO Field, Toronto | 21 novembre, BMO Field, Toronto | 21 novembre, BMO Field, Toronto | 21 novembre, BMO Field, Toronto |
|  | E4 Earthquakes de San José | E4 Earthquakes de San José | 0                                      | 3                          |                            |                            | 13 novembre, Dick's Sporting Goods Park, Commerce City | 13 novembre, Dick's Sporting Goods Park, Commerce City | 13 novembre, Dick's Sporting Goods Park, Commerce City | 13 novembre, Dick's Sporting Goods Park, Commerce City |  |  | 21 novembre, BMO Field, Toronto | 21 novembre, BMO Field, Toronto | 21 novembre, BMO Field, Toronto | 21 novembre, BMO Field, Toronto |
|  | E4 Earthquakes de San José | E4 Earthquakes de San José | 0                                      | 3                          | E4 Earthquakes de San José | E4 Earthquakes de San José | 0                                                      | 0                                                      |                                                        |                                                        |  |  | 21 novembre, BMO Field, Toronto | 21 novembre, BMO Field, Toronto | 21 novembre, BMO Field, Toronto | 21 novembre, BMO Field, Toronto |
|  | 28 octobre et 6 novembre   |                            |                                        |                            | E4 Earthquakes de San José | E4 Earthquakes de San José | 0                                                      | 0                                                      |                                                        |                                                        |  |  | 21 novembre, BMO Field, Toronto | 21 novembre, BMO Field, Toronto | 21 novembre, BMO Field, Toronto | 21 novembre, BMO Field, Toronto |
|  |                            |                            | E3 Rapids du Colorado                  | E3 Rapids du Colorado      | 1                          | 1                          |                                                        |                                                        |                                                        |                                                        |  |  | 21 novembre, BMO Field, Toronto | 21 novembre, BMO Field, Toronto | 21 novembre, BMO Field, Toronto | 21 novembre, BMO Field, Toronto |
|  | E2 Crew de Columbus        | E2 Crew de Columbus        | E3 Rapids du Colorado                  | E3 Rapids du Colorado      | 1                          | 1                          | 0                                                      | 2 (4)                                                  |                                                        |                                                        |  |  | 21 novembre, BMO Field, Toronto | 21 novembre, BMO Field, Toronto | 21 novembre, BMO Field, Toronto | 21 novembre, BMO Field, Toronto |
|  | E2 Crew de Columbus        | E2 Crew de Columbus        | 14 novembre, Home Depot Center, Carson |                            |                            |                            | 0                                                      | 2 (4)                                                  |                                                        |                                                        |  |  | 21 novembre, BMO Field, Toronto | 21 novembre, BMO Field, Toronto | 21 novembre, BMO Field, Toronto | 21 novembre, BMO Field, Toronto |
|  | E3 Rapids du Colorado      | E3 Rapids du Colorado      | 1                                      | 1 (5)                      |                            |                            |                                                        |                                                        |                                                        |                                                        |  |  | 21 novembre, BMO Field, Toronto | 21 novembre, BMO Field, Toronto | 21 novembre, BMO Field, Toronto | 21 novembre, BMO Field, Toronto |
|  | E3 Rapids du Colorado      | E3 Rapids du Colorado      | 1                                      | 1 (5)                      | E3 Rapids du Colorado      | E3 Rapids du Colorado      | 2ap                                                    | 2ap                                                    |                                                        |                                                        |  |  |                                 |                                 |                                 |                                 |
|  | 31 octobre et 7 novembre   |                            |                                        |                            | E3 Rapids du Colorado      | E3 Rapids du Colorado      | 2ap                                                    | 2ap                                                    |                                                        |                                                        |  |  |                                 |                                 |                                 |                                 |
|  |                            |                            | O3 FC Dallas                           | O3 FC Dallas               | 1                          | 1                          |                                                        |                                                        |                                                        |                                                        |  |  |                                 |                                 |                                 |                                 |
|  | O1 Galaxy de Los Angeles   | O1 Galaxy de Los Angeles   | O3 FC Dallas                           | O3 FC Dallas               | 1                          | 1                          | 1                                                      | 2                                                      |                                                        |                                                        |  |  |                                 |                                 |                                 |                                 |
|  | O1 Galaxy de Los Angeles   | O1 Galaxy de Los Angeles   |                                        |                            |                            |                            |                                                        |                                                        |                                                        |                                                        |  |  |                                 |                                 |                                 |                                 |
|  | O4 Sounders FC de Seattle  | O4 Sounders FC de Seattle  | 0                                      | 1                          |                            |                            |                                                        |                                                        |                                                        |                                                        |  |  |                                 |                                 |                                 |                                 |
|  | O4 Sounders FC de Seattle  | O4 Sounders FC de Seattle  | 0                                      | 1                          | O1 Galaxy de Los Angeles   | O1 Galaxy de Los Angeles   | 0                                                      | 0                                                      |                                                        |                                                        |  |  |                                 |                                 |                                 |                                 |
|  | 30 octobre et 6 novembre   |                            |                                        |                            | O1 Galaxy de Los Angeles   | O1 Galaxy de Los Angeles   | 0                                                      | 0                                                      |                                                        |                                                        |  |  |                                 |                                 |                                 |                                 |
|  |                            |                            | O3 FC Dallas                           | O3 FC Dallas               | 3                          | 3                          |                                                        |                                                        |                                                        |                                                        |  |  |                                 |                                 |                                 |                                 |
|  | O2 Real Salt Lake          | O2 Real Salt Lake          | O3 FC Dallas                           | O3 FC Dallas               | 3                          | 3                          | 1                                                      | 1                                                      |                                                        |                                                        |  |  |                                 |                                 |                                 |                                 |
|  | O2 Real Salt Lake          | O2 Real Salt Lake          |                                        |                            |                            |                            |                                                        | 1                                                      |                                                        |                                                        |  |  |                                 |                                 |                                 |                                 |
|  | O3 FC Dallas               | O3 FC Dallas               | 2                                      | 1                          |                            |                            |                                                        |                                                        |                                                        |                                                        |  |  |                                 |                                 |                                 |                                 |
|  | O3 FC Dallas               | O3 FC Dallas               | 2                                      | 1                          |                            |                            |                                                        |                                                        |                                                        |                                                        |  |  |                                 |                                 |                                 |                                 |
|  |                            |                            |                                        |                            |                            |                            |                                                        |                                                        |                                                        |                                                        |  |  |                                 |                                 |                                 |                                 |

### Résultats

#### Demi-finales de conférence

##### Est
| 30 octobre 2010 | Earthquakes de San José | 0 - 1                                       | Red Bulls de New York |                                                                           |                                                                           |
|                 |                         |                                             | 56e Lindpere          | Buck Shaw Stadium, Santa Clara Spectateurs : 10 525 Arbitrage : Paul Ward | Buck Shaw Stadium, Santa Clara Spectateurs : 10 525 Arbitrage : Paul Ward |
| Wondolowski 65e | Rapport                 | 45+2e Ballouchy · 71e Miller · 83e Coundoul |                       | Buck Shaw Stadium, Santa Clara Spectateurs : 10 525 Arbitrage : Paul Ward | Buck Shaw Stadium, Santa Clara Spectateurs : 10 525 Arbitrage : Paul Ward |

| 4 novembre 2010 | Red Bulls de New York | 1 - 3                    | Earthquakes de San José                  |                                                                       |                                                                       |
|                 | Ángel 78e             |                          | 6e Convey · 76e Convey · 81e Wondolowski | Red Bull Arena, New York Spectateurs : 22 839 Arbitrage : Mark Geiger | Red Bull Arena, New York Spectateurs : 22 839 Arbitrage : Mark Geiger |
|                 | Rapport               | 32e Corrales · 81e Busch |                                          | Red Bull Arena, New York Spectateurs : 22 839 Arbitrage : Mark Geiger | Red Bull Arena, New York Spectateurs : 22 839 Arbitrage : Mark Geiger |

Les Earthquakes de San José se qualifient sur un score cumulé de 3-2.
| 28 octobre 2010 | Rapids du Colorado | 1 - 0       | Crew de Columbus |                                                                                         |                                                                                         |
|                 | Mastroeni 23e      |             |                  | Dick's Sporting Goods Park, Commerce City Spectateurs : 11 872 Arbitrage : Jair Marrufo | Dick's Sporting Goods Park, Commerce City Spectateurs : 11 872 Arbitrage : Jair Marrufo |
| Mastroeni 90+2e | Rapport            | 57e Carroll |                  | Dick's Sporting Goods Park, Commerce City Spectateurs : 11 872 Arbitrage : Jair Marrufo | Dick's Sporting Goods Park, Commerce City Spectateurs : 11 872 Arbitrage : Jair Marrufo |

| 6 novembre 2010                                                          | Crew de Columbus       | 2 - 1 a. p. 4 – 5 t. a. b.                   | Rapids du Colorado |                                                                                  |                                                                                  |
|                                                                          | Gaven 22e · Rogers 70e |                                              | 84e Casey          | Columbus Crew Stadium, Columbus Spectateurs : 10 322 Arbitrage : Michael Kennedy | Columbus Crew Stadium, Columbus Spectateurs : 10 322 Arbitrage : Michael Kennedy |
| Barros Schelotto 31e · Ekpo 52e · Carroll 56e · Francis 64e · Rogers 70e | Rapport                | 38e Mullan · 48e Casey ·                     |                    | Columbus Crew Stadium, Columbus Spectateurs : 10 322 Arbitrage : Michael Kennedy | Columbus Crew Stadium, Columbus Spectateurs : 10 322 Arbitrage : Michael Kennedy |
| Barros Schelotto · Garey · Gaven · Brunner · Carroll                     | Tirs au but 4 – 5      | Casey · Kandji · Larentowicz · Lopez · Smith |                    | Columbus Crew Stadium, Columbus Spectateurs : 10 322 Arbitrage : Michael Kennedy | Columbus Crew Stadium, Columbus Spectateurs : 10 322 Arbitrage : Michael Kennedy |

Il y a 2-2 sur l'ensemble des deux matchs à l'issue du temps réglementaire puis de la prolongation. Le Crew de Columbus se qualifie aux tirs au but.

##### Ouest
| 30 octobre 2010                          | FC Dallas                  | 2 - 1                           | Real Salt Lake |                                                                     |                                                                     |
|                                          | Cunningham 44e · Avila 88e |                                 | 5e Espindola   | Pizza Hut Park, Frisco Spectateurs : 11 003 Arbitrage : Kevin Stott | Pizza Hut Park, Frisco Spectateurs : 11 003 Arbitrage : Kevin Stott |
| Benitez 25e · Hernandez 49e · Harris 75e | Rapport                    | 46e Williams · 49e, 69e Morales |                | Pizza Hut Park, Frisco Spectateurs : 11 003 Arbitrage : Kevin Stott | Pizza Hut Park, Frisco Spectateurs : 11 003 Arbitrage : Kevin Stott |

| 6 novembre 2010                         | Real Salt Lake | 1 - 1                 | FC Dallas   |                                                                          |                                                                          |
|                                         | Findley 79e    |                       | 17e McCarty | Rio Tinto Stadium, Sandy Spectateurs : 19 324 Arbitrage : Jorge González | Rio Tinto Stadium, Sandy Spectateurs : 19 324 Arbitrage : Jorge González |
| Olave 25e · Grabavoy 29e · Borchers 34e | Rapport        | 27e Chavez · 84e Loyd |             | Rio Tinto Stadium, Sandy Spectateurs : 19 324 Arbitrage : Jorge González | Rio Tinto Stadium, Sandy Spectateurs : 19 324 Arbitrage : Jorge González |

Le FC Dallas se qualifie sur un score cumulé de 3-2.
| 31 octobre 2010           | Sounders FC de Seattle | 0 - 1                                      | Galaxy de Los Angeles |                                                                 |                                                                 |
|                           |                        |                                            | 38e Buddle            | Qwest Field, Seattle Spectateurs : 35 521 Arbitrage : Alex Prus | Qwest Field, Seattle Spectateurs : 35 521 Arbitrage : Alex Prus |
| Montero 49e · Nkufo 90+3e | Rapport                | 48e Juninho · 65e Kovalenko · 82e Kirovski |                       | Qwest Field, Seattle Spectateurs : 35 521 Arbitrage : Alex Prus | Qwest Field, Seattle Spectateurs : 35 521 Arbitrage : Alex Prus |

| 7 novembre 2010 | Galaxy de Los Angeles     | 2 - 1     | Sounders FC de Seattle |                                                                             |                                                                             |
|                 | Buddle 19e · Gonzalez 27e |           | 86e Zakuani            | Home Depot Center, Carson Spectateurs : 27 000 Arbitrage : Baldomero Toledo | Home Depot Center, Carson Spectateurs : 27 000 Arbitrage : Baldomero Toledo |
| Beckham 8e      | Rapport                   | 65e Ianni |                        | Home Depot Center, Carson Spectateurs : 27 000 Arbitrage : Baldomero Toledo | Home Depot Center, Carson Spectateurs : 27 000 Arbitrage : Baldomero Toledo |

Le Galaxy de Los Angeles se qualifie sur un score cumulé de 3-1.

#### Finales de conférence

##### Est
| 13 novembre 2010 | Rapids du Colorado | 1 - 0 | Earthquakes de San José |                                                                                           |                                                                                           |
|                  | Kimura 42e         |       |                         | Dick's Sporting Goods Park, Commerce City Spectateurs : 17 779 Arbitrage : Jorge González | Dick's Sporting Goods Park, Commerce City Spectateurs : 17 779 Arbitrage : Jorge González |
|                  | Rapport            |       |                         | Dick's Sporting Goods Park, Commerce City Spectateurs : 17 779 Arbitrage : Jorge González | Dick's Sporting Goods Park, Commerce City Spectateurs : 17 779 Arbitrage : Jorge González |

##### Ouest
| 14 novembre 2010                                         | Galaxy de Los Angeles | 0 - 3    | FC Dallas                            |                                                                         |                                                                         |
|                                                          |                       |          | 26e Ferreira · 54e John · 73e Chavez | Home Depot Center, Carson Spectateurs : 27 000 Arbitrage : Jair Marrufo | Home Depot Center, Carson Spectateurs : 27 000 Arbitrage : Jair Marrufo |
| Kovalenko 31e · Beckham 73e · Birchall 82e · Cazumba 84e | Rapport               | 85e Loyd |                                      | Home Depot Center, Carson Spectateurs : 27 000 Arbitrage : Jair Marrufo | Home Depot Center, Carson Spectateurs : 27 000 Arbitrage : Jair Marrufo |

#### MLS Cup 2010
| 21 novembre 2010                            | Rapids du Colorado          | 2 - 1 a. p. | FC Dallas    | BMO Field, Toronto                                |                                                   |
|                                             | Casey 57e · John 106e (csc) |             | 35e Ferreira | Spectateurs : 21 700 Arbitrage : Baldomero Toledo | Spectateurs : 21 700 Arbitrage : Baldomero Toledo |
| Anthony Wallace 41e · Smith 51e · Casey 84e | Rapport                     | 84e Benitez |              | Spectateurs : 21 700 Arbitrage : Baldomero Toledo | Spectateurs : 21 700 Arbitrage : Baldomero Toledo |

## Leaders statistiques (saison régulière)

### Classement des buteurs Budweiser Golden Boot
| Rang | Joueur            | Club                    | Buts | Passes |
| ---- | ----------------- | ----------------------- | ---- | ------ |
| 1    | Chris Wondolowski | Earthquakes de San José | 18   | 1      |
| 2    | Edson Buddle      | Galaxy de Los Angeles   | 17   | 2      |
| 3    | Dwayne De Rosario | Toronto FC              | 15   | 3      |
| 4    | Sébastien Le Toux | Union de Philadelphie   | 14   | 11     |
| 5    | Omar Cummings     | Rapids du Colorado      | 14   | 3      |
| 6    | Conor Casey       | Rapids du Colorado      | 13   | 6      |
| 7    | Juan Pablo Ángel  | Red Bulls de New York   | 13   | 4      |
| 8    | Álvaro Saborío    | Real Salt Lake          | 12   | 4      |
| 9    | Jeff Cunningham   | FC Dallas               | 11   | 1      |
| 10   | Fredy Montero     | Sounders FC de Seattle  | 10   | 10     |

### Classement des passeurs
| Rang | Joueur                     | Club                    | Passes |
| ---- | -------------------------- | ----------------------- | ------ |
| 1    | Landon Donovan             | Galaxy de Los Angeles   | 16     |
| 2    | David Ferreira             | FC Dallas               | 13     |
| 3    | Brad Davis                 | Dynamo de Houston       | 12     |
| 4    | Sébastien Le Toux          | Union de Philadelphie   | 11     |
| 5    | Bobby Convey               | Earthquakes de San José | 10     |
| 5    | Fredy Montero              | Sounders FC de Seattle  | 10     |
| 5    | Patrick Nyarko             | Fire de Chicago         | 10     |
| 8    | Guillermo Barros Schelotto | Crew de Columbus        | 9      |
| 8    | Javier Morales             | Real Salt Lake          | 9      |

### Classement des gardiens
Il faut avoir joué au moins 1000 minutes pour être classé.
| Rang | Gardien          | Club                    | BE/M | MJ | MIN  | BE |
| ---- | ---------------- | ----------------------- | ---- | -- | ---- | -- |
| 1    | Kevin Hartman    | FC Dallas               | 0.62 | 20 | 1755 | 12 |
| 2    | Nick Rimando     | Real Salt Lake          | 0.67 | 27 | 2430 | 18 |
| 3    | Donovan Ricketts | Galaxy de Los Angeles   | 0.90 | 29 | 2610 | 26 |
| 4    | Bouna Coundoul   | Red Bulls de New York   | 1.04 | 27 | 2430 | 28 |
| 5    | Jon Busch        | Earthquakes de San José | 1.06 | 18 | 1620 | 19 |
| 6    | William Hesmer   | Crew de Columbus        | 1.10 | 30 | 2695 | 33 |
| 7    | Matt Pickens     | Rapids du Colorado      | 1.10 | 29 | 2610 | 32 |
| 8    | Kasey Keller     | Sounders FC de Seattle  | 1.15 | 30 | 2655 | 34 |
| 9    | Jimmy Nielsen    | Earthquakes de San José | 1.17 | 29 | 2610 | 34 |
| 10   | Joe Cannon       | Earthquakes de San José | 1.17 | 12 | 1080 | 14 |

## Récompenses individuelles

### Récompenses annuelles
| Trophée                            | Joueur            | Club                    |
| ---------------------------------- | ----------------- | ----------------------- |
| Meilleur joueur (saison régulière) | David Ferreira    | FC Dallas               |
| Meilleur joueur (finale MLS)       | Conor Casey       | Rapids du Colorado      |
| Meilleur buteur                    | Chris Wondolowski | Earthquakes de San José |
| Meilleur défenseur                 | Jámison Olave     | Real Salt Lake          |
| Meilleur gardien                   | Donovan Ricketts  | Galaxy de Los Angeles   |
| Meilleur rookie                    | Andy Najar        | D.C. United             |
| Meilleur entraîneur                | Schellas Hyndman  | FC Dallas               |
| Meilleur come-back                 | Bobby Convey      | Earthquakes de San José |
| Meilleur nouveau venu              | Álvaro Saborío    | Real Salt Lake          |
| Meilleur arbitre                   | Kevin Stott       |                         |
| Meilleur arbitre assistant         | Craig Lowry       |                         |
| Meilleur but                       | Marco Pappa       | Fire de Chicago         |
| Meilleur arrêt                     | Kasey Keller      | Sounders FC de Seattle  |
| Trophée du fair-play (joueur)      | Sébastien Le Toux | Union de Philadelphie   |
| Trophée du fair-play (équipe)      |                   | Earthquakes de San José |
| Action humanitaire de l'année      | Seth Stammler     | Red Bulls de New York   |

### Récompenses mensuelles

#### Joueur du mois
| Mois      | Joueur            | Club                    | Stats du mois |
| --------- | ----------------- | ----------------------- | ------------- |
| Avril     | Edson Buddle      | Galaxy de Los Angeles   | 7B 4–1–0      |
| Mai       | Alvaro Saborio    | Real Salt Lake          | 4B 3P 5–0–0   |
| Juin      | Nick Rimando      | Real Salt Lake          | 0BE 1–2–0     |
| Juillet   | Fredy Montero     | Sounders FC de Seattle  | 2B 3P 3–1–1   |
| Août      | Kevin Hartman     | FC Dallas               | 2BE 2–2–0     |
| Septembre | Omar Cummings     | Rapids du Colorado      | 6B 1P 3–1–1   |
| Octobre   | Chris Wondolowski | Earthquakes de San José | 6B 2–1–2      |

 B=Buts P=Passes BE=Buts encaissés Victoire-Nuls-Défaites dans le mois considéré 

#### MLS W.O.R.K.S. Action humanitaire du mois
| Mois      |                |                                      |                        |
| Mois      | Joueur         | Club                                 | Lien                   |
| --------- | -------------- | ------------------------------------ | ---------------------- |
| Avril     | Sanna Nyassi   | Sounders FC de Seattle               | avril Humanitarian     |
| Mai       | Chris Tierney  | Revolution de la Nouvelle-Angleterre | mai Humanitarian       |
| Juin      | Craig Waibel   | Dynamo de Houston                    | juin Humanitarian      |
| Juillet   | Jed Zayner     | Crew de Columbus                     | juillet Humanitarian   |
| Août      | Michael Lahoud | Chivas USA                           | août Humanitarian      |
| Septembre | Kei Kamara     | Wizards de Kansas City               | septembre Humanitarian |
| Octobre   | James Riley    | Sounders FC de Seattle               | octobre Humanitarian   |

### Récompenses hebdomadaires
| Semaine    | Joueur de la semaine | Joueur de la semaine                 | AT&T but de la semaine | AT&T but de la semaine               | NAPA arrêt de la semaine | NAPA arrêt de la semaine |
| Semaine    | Joueur               | Club                                 | Joueur                 | Club                                 | Joueur                   | Club                     |
| ---------- | -------------------- | ------------------------------------ | ---------------------- | ------------------------------------ | ------------------------ | ------------------------ |
| Semaine 1  | Javier Morales       | Real Salt Lake                       | Javier Morales         | Real Salt Lake                       |                          |                          |
| Semaine 2  | Kenny Mansally       | Revolution de la Nouvelle-Angleterre | Kenny Mansally         | Revolution de la Nouvelle-Angleterre |                          |                          |
| Semaine 3  | Sébastien Le Toux    | Union de Philadelphie                | Marco Pappa            | Fire de Chicago                      |                          |                          |
| Semaine 4  | Edson Buddle         | Galaxy de Los Angeles                | Lovel Palmer           | Dynamo de Houston                    |                          |                          |
| Semaine 5  | Dwayne De Rosario    | Toronto FC                           | Fredy Montero          | Sounders FC de Seattle               | Andrew Dykstra           | Fire de Chicago          |
| Semaine 6  | Edson Buddle         | Galaxy de Los Angeles                | Chris Wondolowski      | Earthquakes de San José              | Joe Cannon               | Earthquakes de San José  |
| Semaine 7  | Landon Donovan       | Galaxy de Los Angeles                | Logan Pause            | Fire de Chicago                      | Kevin Hartman            | FC Dallas                |
| Semaine 8  | Alvaro Saborio       | Real Salt Lake                       | Danny Mwanga           | Union de Philadelphie                | Gino Padula              | Crew de Columbus         |
| Semaine 9  | Emilio Renteria      | Crew de Columbus                     | Dominic Oduro          | Dynamo de Houston                    | Jimmy Nielsen            | Wizards de Kansas City   |
| Semaine 10 | Dwayne De Rosario    | Toronto FC                           | Shea Salinas           | Union de Philadelphie                | Donovan Ricketts         | Galaxy de Los Angeles    |
| Semaine 11 | Brek Shea            | FC Dallas                            | Leo Gonzalez           | Sounders FC de Seattle               | Chris Seitz              | Union de Philadelphie    |
| Semaine 12 | Chris Pontius        | D.C. United                          | Kei Kamara             | Wizards de Kansas City               | Nick Rimando             | Real Salt Lake           |
| Semaine 13 | Juan Pablo Angel     | Red Bulls de New York                | Juan Pablo Ángel       | Red Bulls de New York                | Jimmy Nielsen            | Wizards de Kansas City   |
| Semaine 14 | Alvaro Saborio       | Real Salt Lake                       | Juninho                | Galaxy de Los Angeles                | Jimmy Nielsen            | Wizards de Kansas City   |
| Semaine 15 | Justin Braun         | Chivas USA                           | David Ferreira         | FC Dallas                            | Stefan Frei              | Toronto FC               |
| Semaine 16 | Sébastien Le Toux    | Union de Philadelphie                | Roger Levesque         | Sounders FC de Seattle               | Jimmy Nielsen            | Wizards de Kansas City   |
| Semaine 17 | Steve Zakuani        | Sounders FC de Seattle               | Ned Grabavoy           | Real Salt Lake                       | Kasey Keller             | Sounders FC de Seattle   |
| Semaine 18 | Juan Pablo Ángel     | Red Bulls de New York                | Sébastien Le Toux      | Union de Philadelphie                | Sean Johnson             | Fire de Chicago          |
| Semaine 19 | Jeff Cunningham      | FC Dallas                            | Fredy Montero          | Sounders FC de Seattle               | Sean Johnson             | Fire de Chicago          |
| Semaine 20 | Javier Morales       | Real Salt Lake                       | Javier Morales         | Real Salt Lake                       | Nick Rimando             | Real Salt Lake           |
| Semaine 21 | Brian Ching          | Dynamo de Houston                    | Rafael Márquez         | Red Bulls de New York                | Sean Johnson             | Fire de Chicago          |
| Semaine 22 | Fredy Montero        | Sounders FC de Seattle               | Dane Richards          | Red Bulls de New York                | Jimmy Nielsen            | Wizards de Kansas City   |
| Semaine 23 | Omar Cummings        | Rapids du Colorado                   | Geovanni               | Earthquakes de San José              | Jimmy Nielsen            | Wizards de Kansas City   |
| Semaine 24 | Alan Gordon          | Chivas USA                           | Omar Cummings          | Rapids du Colorado                   | Kasey Keller             | Sounders FC de Seattle   |
| Semaine 25 | Blaise Nkufo         | Sounders FC de Seattle               | Blaise Nkufo           | Sounders FC de Seattle               | Kasey Keller             | Sounders FC de Seattle   |
| Semaine 26 | Chris Wondolowski    | Earthquakes de San José              | Nat Borchers           | Real Salt Lake                       | Kasey Keller             | Sounders FC de Seattle   |
| Semaine 27 | Bouna Coundoul       | Red Bulls de New York                | Steve Zakuani          | Sounders FC de Seattle               | Bouna Coundoul           | Red Bulls de New York    |
| Semaine 28 | Chris Wondolowski    | Earthquakes de San José              | Álvaro Fernández       | Sounders FC de Seattle               | Brad Knighton            | Union de Philadelphie    |
| Semaine 29 | Steve Zakuani        | Sounders FC de Seattle               | Steve Zakuani          | Sounders FC de Seattle               | Fred                     | Union de Philadelphie    |
| Semaine 30 | Chris Wondolowski    | Earthquakes de San José              | James Riley            | Sounders FC de Seattle               | Eddie Gaven              | Crew de Columbus         |

## Bilan
| Major League Soccer 2010                                         |                                |
| Champion                                                         | Rapids du Colorado (1er titre) |
| Play-offs                                                        | Galaxy de Los Angeles          |
| Play-offs                                                        | Real Salt Lake                 |
| Play-offs                                                        | Red Bulls de New York          |
| Play-offs                                                        | FC Dallas                      |
| Play-offs                                                        | Crew de Columbus               |
| Play-offs                                                        | Sounders FC de Seattle         |
| Play-offs                                                        | Rapids du Colorado             |
| Play-offs                                                        | Earthquakes de San José        |
| Coupes et trophées                                               |                                |
| Vainqueur de la Coupe des États-Unis 2010                        | Sounders FC de Seattle         |
| Qualifications continentales                                     |                                |
| Ligue des champions de la CONCACAF 2011-2012 (phase de groupe)   | Rapids du Colorado             |
| Ligue des champions de la CONCACAF 2011-2012 (phase de groupe)   | Galaxy de Los Angeles          |
| Ligue des champions de la CONCACAF 2011-2012 (tour préliminaire) | FC Dallas                      |
| Ligue des champions de la CONCACAF 2011-2012 (tour préliminaire) | Sounders FC de Seattle         |